# Basil, der große Mäusedetektiv
Basil, der große Mäusedetektiv (Originaltitel: The Great Mouse Detective) ist der 26. abendfüllende Zeichentrickfilm der Walt-Disney-Studios und erschien im Jahr 1986. Er basiert auf der Kinderbuchreihe Basil der Mäusedetektiv (engl. Basil of Baker Street) von Eve Titus, welche die Handlung der Romane um den Meisterdetektiv Sherlock Holmes in die Welt der Nagetiere verlegt.

## Handlung
London, im Jahr 1897 nicht nur eine Metropole der Menschen, sondern auch der Mäuse: Der Spielzeugmacher Hampelmann wird von einer Fledermaus namens Greifer entführt. Seine Tochter Olivia macht sich zusammen mit dem Arzt und Kriegsveteranen Dr. Wasdenn auf den Weg in die Baker Street 221b, wo Basil, der große Mäusedetektiv, wohnt. Dieser ist zuerst mehr als desinteressiert, bis er in der Beschreibung des Entführers Greifer, den Gehilfen seines Erzfeindes, des genialen Verbrechers Professor Rattenzahn, erkennt.
Rattenzahn hält sich währenddessen am Hafen in seinem geheimen Hauptquartier auf. Dort hält er den Spielzeugmacher gefangen und will mithilfe einer von Hampelmann hergestellten Roboter-Kopie versuchen, die Mäusekönigin von Großbritannien zu stürzen und selbst König zu werden. Basil versucht das zu verhindern und kann tatsächlich den Roboter ausschalten. Er und Rattenzahn liefern sich einander im Uhrwerk des Londoner Wahrzeichens Big Ben ein letztes Gefecht, bei dem sie schließlich beide in die Tiefe stürzen. Basil kann sich jedoch mit einem von Greifer gebastelten Fluggerät retten.
Die Königin ehrt die Helden für ihre Taten. Olivia ist mit ihrem Vater wiedervereint, und Basil und Dr. Wasdenn beschließen, von nun an zusammenzuarbeiten.

## Synchronisation
Die deutsche Synchronisation des Films gab die Berliner Synchron AG in Berlin in Auftrag. Hans-Bernd Ebinger schrieb das Dialogbuch und Friedrich Schoenfelder führte die Dialogregie.
| Rolle             | Originalsprecher    | Deutscher Sprecher     |
| Mr. Basil         | Barrie Ingham       | Harry Wüstenhagen      |
| Dr. David Wasdenn | Val Bettin          | Friedrich Schoenfelder |
| Prof. Rattenzahn  | Vincent Price       | Edgar Ott              |
| Olivia Hampelmann | Susanne Pollatschek | Antje Primel           |
| Xaver Hampelmann  | Alan Young          | Franz-Otto Krüger      |
| Greifer           | Candy Candido       | Helmut Krauss          |
| Königin Maustoria | Eve Brenner         | Sigrid Lagemann        |
| Mrs. Minna        | Diana Chesney       | Hannelore Schüler      |
| Sherlock Holmes   | Basil Rathbone      | Hans Nitschke          |

## Hintergründe
- Für die englische Originalstimme des Professors Rattenzahn wurde der frühere Horrorstar Vincent Price engagiert, der auch Gelegenheit zu Gesangseinlagen erhielt. Zur Filmmusik steuerte die Pop-Sängerin Melissa Manchester einen von ihr selbst geschriebenen und interpretierten Song bei. Alan Young überzeugte mit seinem schottischen Akzent als Hiram Flaversham die Disney-Studios so sehr, dass sie ihm daraufhin den Part des Dagobert Duck ($crooge McDuck) in der Fernseh-Serie DuckTales – Neues aus Entenhausen anboten, der ebenfalls einen schottischen Akzent verlangte. Zudem gibt es in der Originalfassung auch eine Hommage an den bekanntesten Holmes-Darsteller der Filmgeschichte: In der Szene, in der der Schatten von Sherlock Holmes an die Wand geworfen wird, ist im Original die Stimme von Basil Rathbone aus alten Aufnahmen zu hören, da dieser bereits 1967 verstorben war.
  - Basil, der große Mäusedetektiv wird in der deutschen Version vom fünffachen Sherlock-Holmes-Sprecher Harry Wüstenhagen gesprochen.
- In der Szene, in der Basil gegen Rattenzahn im Uhrwerk des Uhrturms am Palace of Westminster kämpft, setzte Disney nach Taran und der Zauberkessel zum zweiten Mal eine Computeranimation ein, um der Szene mehr Tiefe zu verleihen. Der weitere Einsatz von Computern bei der Weiterverarbeitung von Bild und Ton verkürzte die Entstehungszeit des Films auf ein knappes Jahr.
- Ein Running Gag des Films ist Basils Unfähigkeit, Olivias Nachnamen korrekt auszusprechen. Nur einmal sagt er ihn richtig, als er mit ihrem Vater spricht.
- Der Film spielte allein in den USA bei der Erstaufführung 1986 und der Wiederaufführung 1992 zusammen rund 38,6 Millionen US-Dollar an den Kinokassen ein, das Budget betrug etwa 14 Millionen Dollar.[2]
- Basil wohnt im Mauseloch eines Appartements, an dem gelegentlich ein Mann steht und Geige spielt. Im Film gibt es eine Zwischenszene, in der Dr. Wasdenn, Basil und Olivia bei der Suche nach Toby fast von zwei Männern entdeckt werden: Ein großer, hagerer und ein etwas beleibter mit Bowler.
- Professor Rattenzahn basiert auf Professor James Moriarty, welcher der größte Gegenspieler von Sherlock Holmes war.
- Sherlock Holmes benutzt in einigen Romanen den Decknamen Captain Basil.[3]

## Kontroverse
Häufig wird vermutet, dass das Finale des Films, der Kampf im Uhrwerk, vom 1979 erschienenen Lupin-III-Anime Das Schloss des Cagliostro übernommen wurde, in dem eine fast identische Szene vorkommt. Geklärt wurde die Frage nie, auch zu einem Rechtsstreit kam es im Gegensatz zu vielen anderen ähnlichen Fällen nicht. Die Disney-Zeichner selbst behaupteten, die Szene habe vielmehr Bezüge zum 1937 erschienenen Clock Cleaners (Die Uhrenreinigung), in dem Micky Maus, Donald Duck und Goofy beim Versuch, ein großes Uhrwerk zu reinigen, ein heilloses Chaos anrichten. Tatsächlich gehörte Clock Cleaners bei der Erstaufführung von Basil, der große Mäusedetektiv zum Beiprogramm. Zudem hat es auch schon in früheren Filmen Action-Sequenzen in und am Uhrturm gegeben, etwa in der klassischen Will-Hay-Komödie My Learned Friend von 1943.

## Kritiken
„Eine erfrischend geradlinig inszenierte, humorvoll und einfallsreich gezeichnete Detektivgeschichte. Detailfreudige und spannende Unterhaltung.“

Die Filmbewertungsstelle Wiesbaden verlieh der Produktion das Prädikat wertvoll.

## Veröffentlichung
Videokassette (VHS)
- 1992: Basil, der große Mäusedetektiv. Walt Disney Home Video.
- 2003: Basil, der große Mäusedetektiv. Special Collection. Buena Vista Home Entertainment. (Neuauflage)

DVD
- 2003: Basil, der große Mäusedetektiv. Special Collection. Buena Vista Home Entertainment.
- 2010: Basil, der große Mäusedetektiv. Special Collection. Special Edition. Walt Disney Studios Home Entertainment. (Neuauflage)
- 2017: Disney Classics 25: Basil, der große Mäusedetektiv. Walt Disney Studios Home Entertainment.

Soundtrack
- Henry Mancini, Larry Grossman, Ellen Fitzhugh, Melissa Manchester: The Adventures of the Great Mouse Detective. Original Motion Picture Soundtrack. Varèse Sarabande / Colosseum 1992, VSD-5359